# 克丘亞語系
克丘亞語系（Quechuan languages）分布在南美洲的阿根廷、巴西、玻利維亞、智利、哥倫比亞、厄瓜多爾、祕魯等地區。
因為許多人對方言與語言劃分的方法不同，克丘亞語系之下的語言數量也有所不同。SIL在克丘亞語系之下列了46種語言，西班牙語版維基百科則將所有的克丘亞語系的成員當作克丘亞語的方言，而將克丘亞語列為孤立的語言，而英語版維基百科則將各地的克丘亞語列入克丘亞語系。是目前使用人數最多的美洲原住民語系，2004年使用該語言的人數估計為800-1000萬，根據截至2011年的人口普查數據，該語系的使用人數略低於700萬。
克丘亞語系可以分為兩支：
- 克丘亞I或克丘亞B（又稱中央克丘亞、Waywash）
- 克丘亞II或克丘亞A（又稱邊緣克丘亞、Wamp'una，Wamp'una為旅行者之意），可再分為：
  - 克丘亞II A 或雲開克丘亞（Yunkay Quechua）
  - 克丘亞II B 或北克丘亞
  - 克丘亞II C 或南克丘亞

克丘亞I分布在祕魯的中央高地與海岸地區。克丘亞II A 分布在秘魯北部山區，克丘亞II B分布在秘魯北部、厄瓜多爾、哥倫比亞。克丘亞II C 分布在秘魯南部、玻利維亞、智利、阿根廷。
印加帝國時代的官方語言是庫斯科方言。現在的庫斯科方言屬於克丘亞II C。在玻利維亞享有全國性官方語言地位的是北玻利維亞克丘亞語（North Bolivian Quechua）及南玻利維亞克丘亞語（South Bolivian Quechuan），兩者也都屬於克丘亞II C。